# Smržovka
Smržovka (deutsch Morchenstern, früher auch Morchelstern und Morgenstern) ist eine Stadt mit etwa 3500 Einwohnern im Liberecký kraj in Tschechien und gehört der Euroregion Neiße an.

## Geographische Lage

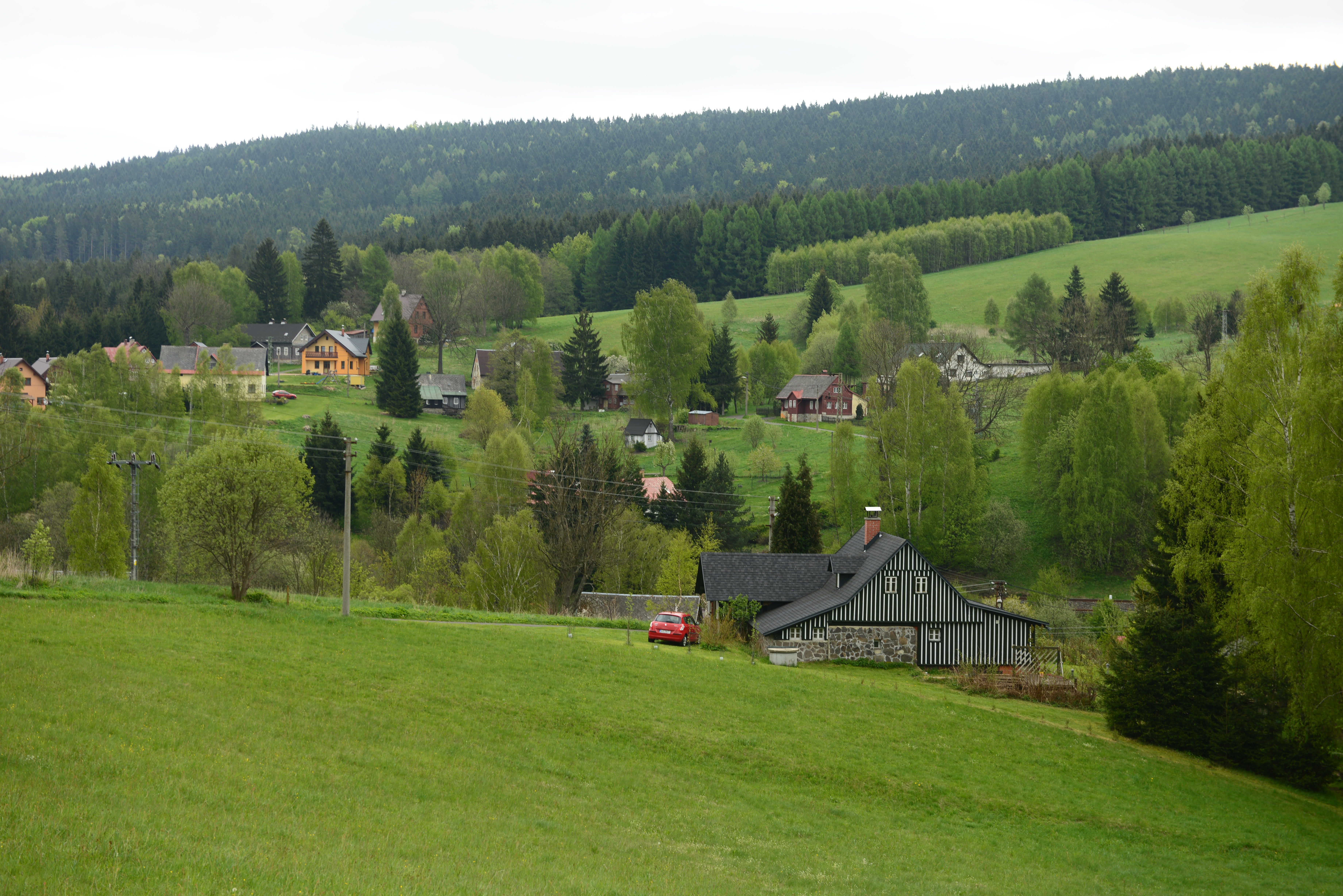
Ortsteil in typischer landschaftlicher Umgebung

Historisches Gemälde aus dem 18. Jahrhundert mit der Ortschaft Morchenstern im Hintergrund

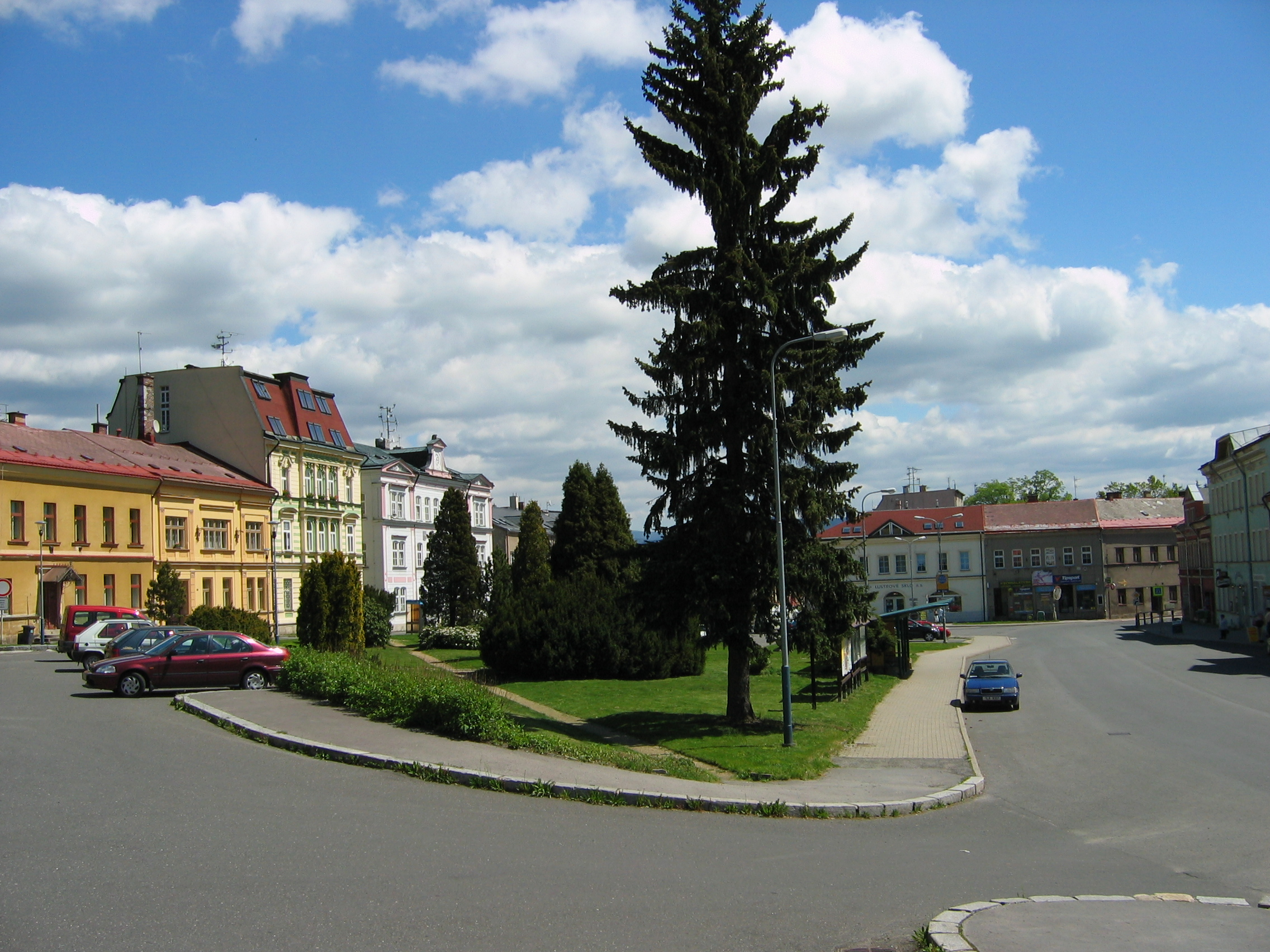
Häuser am Marktplatz

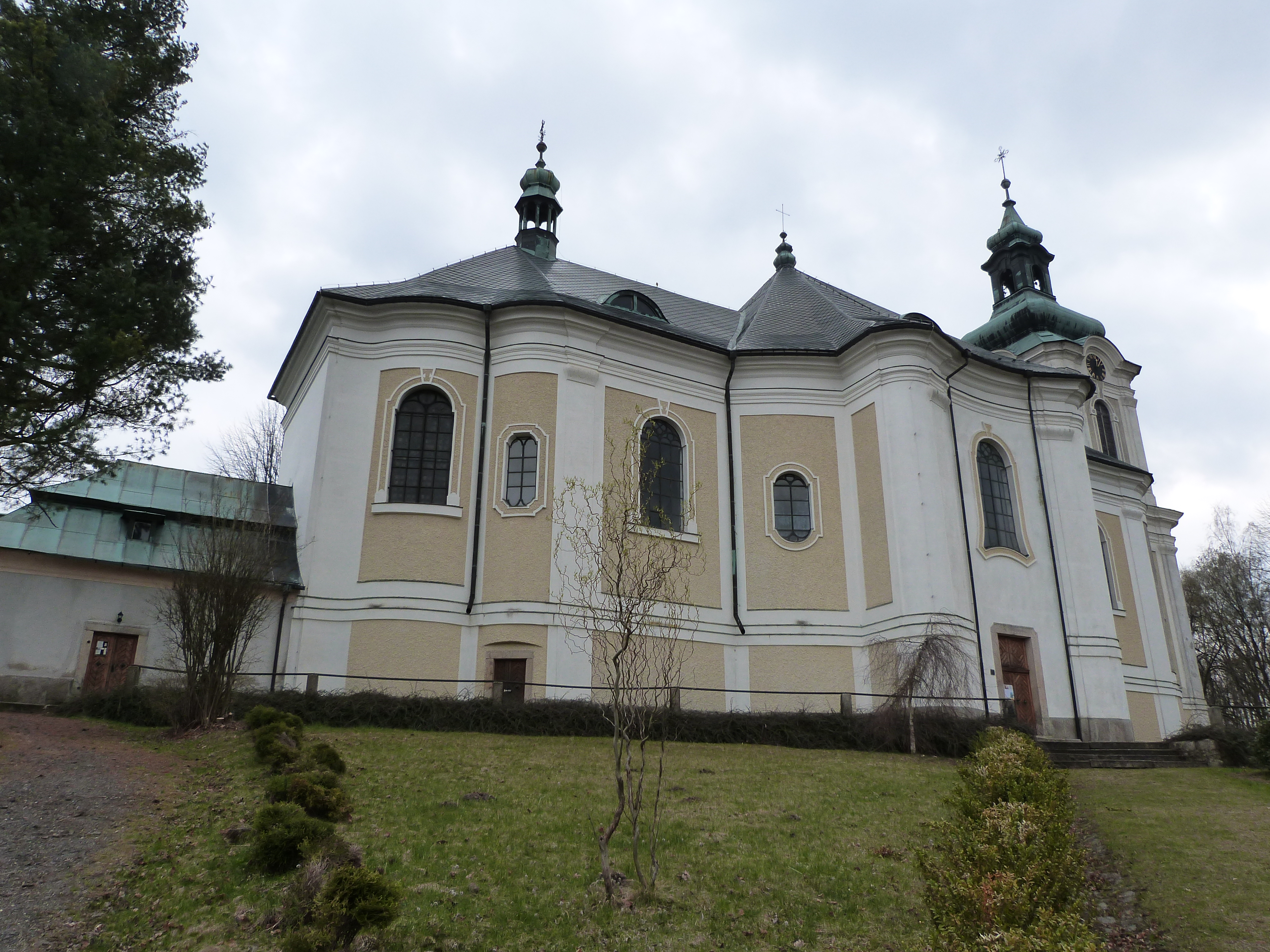
Pfarrkirche St. Michael

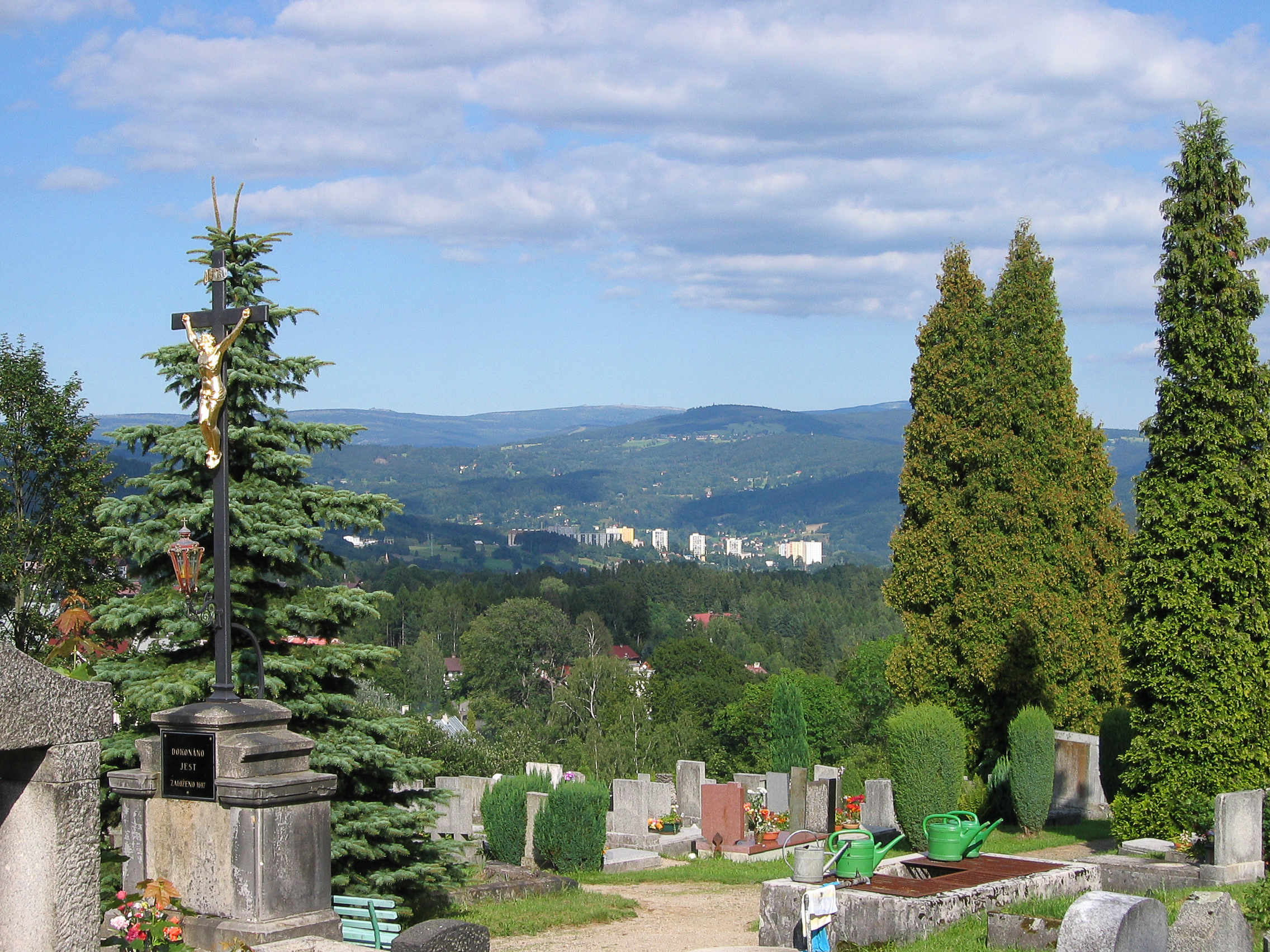
Friedhof

Die Stadt liegt in Nordböhmen im Isergebirge, etwa 10 km östlich der Kreisstadt Jablonec nad Nisou (deutsch Gablonz an der Neiße).

## Geschichte
Die Siedlung wurde 1568 zum ersten Mal erwähnt und gehörte zunächst der Familie Smiřický. Ab 1622 war sie im Besitz von Albrecht von Wallenstein. Ab 1634 gehörte die Herrschaft Morchenstern den Reichsgrafen Desfours. Im 18. Jahrhundert wurde die Herrschaft von Reichsgraf Franz Anton Desfours ererbt, der sie noch um 1785 besaß. Das Dorf Morchenstern hatte um diese Zeit 333 Häuser.
Die Michaelskirche, die Graf Nikolaus Desfours 1735 zuerst aus Holz hatte erbauen lassen, wurde 1749 zur Pfarrkirche erhoben und 1766 von Graf Karl Josef Desfours auf dem Grundriss eines Kreuzes groß und schön aus Stein neu errichtet und mit den Glocken der aufgehobenen Kirche St. Michael zu Prag beschenkt.
Lange Zeit war Smržovka ein Zentrum der Holzindustrie, ab dem 18. Jahrhundert auch der Textil- und Glasindustrie. Ab der Mitte des 19. Jahrhunderts bildete die Ortschaft eine Gemeinde im Gerichtsbezirk Tannwald. 1868 wurde der Ort offiziell ein Marktflecken, 1905 erhielt er die Stadtrechte.
Nach dem Ersten Weltkrieg wurde Morchenstern der neu geschaffenen Tschechoslowakei zugeschlagen. Auf Grund des Münchner Abkommens gehörte Morchenstern von 1938 bis 1945 zum Landkreis Gablonz an der Neiße, Regierungsbezirk Aussig, im Reichsgau Sudetenland des Deutschen Reichs.
Bis zum Zweiten Weltkrieg war die Stadt überwiegend von Deutschen bewohnt, die 1945 teilweise vertrieben wurden und zum anderen Teil als Fachleute dablieben. In Morchenstern existierte von 1944 bis Kriegsende ein Zwangsarbeitslager für Frauen des KZ Groß-Rosen.

## Demographie
Bis 1945 war Morchenstern überwiegend von Deutschböhmen besiedelt, die vertrieben wurden. So siedelte sich z. B. die 1924 hier gegründete Glasraffinerie Seibt & Engelmann 1947 in Weidenberg an, die 1901 gegründete Glasfirma Rudolf Kopal & Sohn sowie die 1920 gegründete Glasdruckerei Richard Friedrich in Schwäbisch Gmünd, und die 1919 gegründete Glaswarenfirma Hugo Görner in Aalen.
| Jahr | Einwohner | Anmerkungen        |
| ---- | --------- | ------------------ |
| 1830 | 2550      | in 471 Häusern     |
| 1900 | 6942      | deutsche Einwohner |
| 1930 | 7846      | [ 7 ]              |
| 1939 | 6703      | [ 7 ]              |

| Jahr      | 1970 | 1980 | 1991 | 2001 | 2003 | 2006 |
| --------- | ---- | ---- | ---- | ---- | ---- | ---- |
| Einwohner | 3747 | 3526 | 3418 | 3430 | 3433 | 3431 |

## Etymologie
Smržovka ist vom Adjektiv smržová abgeleitet, was ein Berg mit Waldbestand bedeutet, in dem viele Morcheln wachsen. Die deutschen Siedler interpretierten das falsch und vermuteten die mittelalterliche Waffe als Namensgeber. Bis heute ist die Morchel und zwei Sterne als Symbole für den Morgenstern im Wappen enthalten.
Die offizielle deutsche Bezeichnung für Smržovka lautet Morchenstern. Der deutsche Name ist bei der Bevölkerung etwas umstritten, weil bis etwa 1970 Morchelstern als deutsche Bezeichnung üblich war. Die Morchel ist in der Bergregion Isergebirge häufig anzutreffen.

## Gemeindegliederung
Für Smržovka sind keine Ortsteile ausgewiesen. Grundsiedlungseinheiten sind Dolní Smržovka (Untermorchenstern), Horní Ves, Luční, Muchovský hřeben, Nová Mýtina, Střední Smržovka (Mittelmorchenstern), Za tratí und Záhoří.

## Wirtschaft
Die Glasschleiferei hat Tradition im Ort; „Gablonzer Bijouterie“ wurde und wird in Smržovka und im Nachbarort Tanvald in großen Mengen in Handarbeit überwiegend in familiären Schleifereien hergestellt. In Smržovka befindet sich eine Rennrodelbahn mit Natureis.
In der Stadt gibt es ein tschechisch-deutsches Begegnungszentrum.

## Persönlichkeiten
- Gerd Zimmermann (1924–2013), Historiker
- Petr Urban (* 1960), Rennrodler, Karikaturist (betrieb im Ort eine Gastwirtschaft, in der an Wänden und Decken seine Werke zu sehen sind)
- Petra Kaprasová (* 1971), Rennrodlerin
- Jakub Hyman (* 1984), Rennrodler
- Lukáš Brož (* 1985), Rennrodler
- Antonín Brož (* 1987), Rennrodler
- Tomáš Dočekal (* 1989), Fußballspieler

## Gemeindepartnerschaft
- Weidenberg (Deutschland), seit 1998